# UD・クローナー
クローナー（Croner）は、UDトラックスが生産・販売する中型トラックである。

## 概要
2017年3月1日から4日にかけて、タイ王国・バンコク郊外のUDトラックス・タイランドで、クローナーのグローバル発表イベントを開催、世界初公開した。このイベントには各国のトラックを用いる運送会社・報道記者ら約600名を含む、社内外合わせて合計約900名が参加した。
2017年1月16日、10月から12月にかけて、エクアドル、ボリビア、ニカラグア、トリニダード・トバゴで販売を開始したと発表。なお、日本では販売されていない。
ユーロ5に準拠しており、尿素選択還元型触媒システムを搭載。リアルタイムの燃費コーチシステムを装備したインストルメントパネルを採用。これにより、ドライバー自身が燃費改善のための最適な運転方法を確認することができる。
世界中の過酷な気象条件や地形で300万キロメートルに相当する耐久性テストを受けている。
新型のキャビンおよびフューエルコーチング機能の採用により大幅な燃費改善を図り、ATの採用によりドライバーごとの燃費のばらつきを抑えることで、平均燃費の底上げを可能にした。クルーズコントロールやスピードリミッターも、燃費向上に寄与する。
新型キャビンは快適性と利便性を追求し、低騒音を目指し、視認性とスイッチ類は人間工学に基づき設計された。エアサスペンション搭載車のシートは、アームレストを標準装備し、マルチアジャスト機能を装備する。
エンジンは新開発された直列4気筒5Lと直列6気筒8Lの2種類を設定。高効率と低公害を目指し、コモンレール式電子制御燃料噴射システムを採用した。高トルクにより、多少の登坂は速度を落とすことなく走行が可能で、シフトチェンジを抑える。
トランスミッションはマニュアルで6速/9速MTを設定、ATは全ラインナップで選択できるようメーカーオプションで設定。これらのトランスミッションは、カーゴ車からダンプ車、ごみ収集車などの特装車としての使用も想定している。
主要コンポーネントは同社の品質基準に基づき設計された。新開発されたシャーシフレームを採用し、従来比で20％強度が増した高張力鋼鈑を採用、対荷重性能を有する車軸懸架は10.4 - 18トンまでをカバーする。サスペンションはフロントがリーフ式サスペンションとテーパーリーフ式サスペンションを設定し、それぞれ標準と高荷重のオプションを設定。リアがエアサスペンションを設定し、精密機械の輸送も対応可能。ドライブラインのメンテナンスインターバルも従来比で最大3倍まで延長した。
2018年6月22日、マレーシア市場の輸入・卸売り販売会社のTan Chong Industrial Equipment Sdn Bhdを通じ、クローナー「PKE」、「LKE」のノックダウン生産を開始。クローナーのノックダウン生産としては初となる。
2018年11月8日、ペルー・リマでクローナーの発売・発表イベントを開催し、同日に2組の顧客に引き渡された。新興国市場の販売を統括するジャック・ミシェルは「高い経済成長が見込まれるペルー市場には大きな期待を寄せています」と語った。また、中南米市場の販売を統括するマネージングディレクターのシルビア・ガーバーは「ペルーは中南米市場の中で最大の市場です。現地で多数稼動している中型トラック『コンドル』が得ている高い評価を基盤に、UDトラックスブランドおよび新型クローナーが更に飛躍してくれることを期待しています」と語った。新型クローナーはボルボ・グループ・ペルーを通じて輸入・販売される。GVW11トンの「MKE」、GVW15トンの「PKE」を投入する。顧客の要望に合わせ、順次投入地域および車型を拡大していく予定だという。
UDトラックス・オーストラリアは、クローナーの給水車6台をクイーンズランド州消防救急局に納車したと公式インスタグラムで公表した。これらの給水車は車体色に黄色を採用し、特注で製造され、地域社会やインフラを守るため、緊急サービス車両として地方消防署に配備される予定である。
インドでは、アイシャー・モーターズが「プロ3010」として製造している。

## 受賞
- 2017年度グッドデザイン賞[10][11]

### 受賞理由
- メンテナンス性の高い３分割構造バンパやグリル一体のフロントパネルが一体感ある優れたエクステリアデザインを実現している
- 販売国の使い方に配慮し、ドライブラインに余裕を持たせた
- ユーロ3/4の排ガス規制に対応しつつも高トルクによって燃費向上を実現している

クオンと同時に受賞。両車のデザインを担当したUDトラックスのコンプリートビークルプロダクトデザインダイレクターの白鳥敏雄はクオンは、そのコンセプト、“人を想い、先を駆ける”を体現する凛とした姿と、HMI（Human Machine Interface）を一新した質感あるドライバー空間、クローナーは、新興国のお客様のビジネスに貢献する機敏で信頼感ある中型トラックとしてふさわしい姿を目指しました。対象とするお客様やマーケットには違いがありますが、それぞれのニーズを的確にとらえ、両車とも日本のブランドであるUDトラックスのラインアップの一翼を担う商品としてふさわしいデザインに仕上がったと自負していますと語った。

## ラインナップ
- MKE（10.4トン - 11トン[2]）
- LKE（12トン - 14トン[2]）
- PKE（15トン - 17トン[2]）